# Februar 2021
Portal Geschichte | Portal Biografien | Aktuelle Ereignisse | Jahreskalender | Tagesartikel

◄ |
20. Jahrhundert |
21. Jahrhundert

◄ |
1990er |
2000er |
2010er |
2020er
| 2030er | 2040er

◄ |
2017 |
2018 |
2019 |
2020 |
2021
| 2022 | 2023 | 2024 | 2025 | ►

◄ |
November 2020 |
Dezember 2020 |
Januar 2021 |
Februar 2021 |
März 2021 |
April 2021 |
Mai 2021 |
►
Dieser Artikel behandelt tagesbezogene Nachrichten und Ereignisse im Februar 2021.

## Tagesgeschehen

### Montag, 1. Februar 2021
- Naypyidaw/Myanmar: Aufgrund anhaltender Vorwürfe, dass bei der Parlamentswahl im November 2020 betrogen worden sei, putscht die Armee; die Staatsrätin (De-Facto-Regierungschefin) Aung San Suu Kyi, Staatspräsident Win Myint und weitere hochrangige Mitglieder der Regierungspartei NLD werden festgenommen, der Oberbefehlshaber der Streitkräfte Min Aung Hlaing übernimmt die Macht und verhängt den Ausnahmezustand.

### Dienstag, 2. Februar 2021
- New York City/Vereinigte Staaten: China blockiert eine Verurteilung des Militärputsches in Myanmar im Sicherheitsrat der Vereinten Nationen. China befürchtet eine Verschlechterung der Lage in Myanmar im Falle von Sanktionen oder des Ausübens von internationalem Druck auf die dortigen Machthaber.[1]

### Mittwoch, 3. Februar 2021
- Rom/Italien: Der italienische Staatspräsident Sergio Mattarella beauftragt Mario Draghi, den ehemaligen Präsidenten der Europäischen Zentralbank, mit der Regierungsbildung.

### Donnerstag, 4. Februar 2021
- Doha/Katar: Beginn der FIFA-Klub-Weltmeisterschaft 2020
- London/Großbritannien: Das Office of Communications (OFCOM) hat dem chinesischen Sender CGTN die Rundfunklizenz entzogen.
- Washington, D.C./Vereinigte Staaten: Einer Mitteilung des Nationalen Sicherheitsberaters Jake Sullivan zufolge stellen die Vereinigten Staaten die Unterstützung einer von Saudi-Arabien geführten Militärallianz im Bürgerkrieg im Jemen ein. Die Vereinigten Staaten streben eine diplomatische Lösung des Konfliktes an.[2]
- Wellington/Neuseeland: Premierministerin Jacinda Ardern kündigt die Einführung eines neuen Feiertags an, der montags oder freitags um den Termin des maorischen Neujahrs begangen werden soll. Das maorische Neujahr beginnt mit dem Aufgang von Matariki, dem Sternhaufen der Plejaden.[3]

### Freitag, 5. Februar 2021
- Genf/Schweiz: Libyen erhält eine neue Übergangsregierung, die helfen soll, den Bürgerkrieg in dem nordafrikanischen Staat zu beenden. Ein von der UN nominiertes Dialogforum wählt in Genf den Diplomaten Mohammed Minfi zum Vorsitzenden des Präsidialrates und den Geschäftsmann Abdul Hamid Dbeiba zum Regierungschef.[4]
- Washington, D.C./Vereinigte Staaten, Moskau/Russland: Das Abrüstungsabkommen New START läuft aus. Eine Verlängerung ist geplant.

### Samstag, 6. Februar 2021
- Naypyidaw/Myanmar: Nach Massenprotesten der Zivilbevölkerung gegen die Machtübernahme des Militärs wird durch letzteres das Internet landesweit abgeschaltet.[5]

### Sonntag, 7. Februar 2021
- Butembo/Demokratische Republik Kongo: Gesundheitsminister Etemi Longondo bestätigt das Wiederaufleben der als überwunden angenommenen Ebola-Epidemie in der Provinz Nord-Kivu, nachdem es in der Region Butembo, dem Epizentrum der Ebola-Epidemie, zu einem erneuten Todesfall bedingt durch Ebola gekommen war.[6]
- Dehradun/Indien: Ein Gletscherlauf bei Jyotirmath in Uttarakhand führt zu Überschwemmungen an den Flüssen Dhauliganga und Alaknanda. Dabei kommen mindestens 18 Personen ums Leben, 200 werden vermisst.[7]
- Khartum/Sudan: Der frühere finnische Außenminister Pekka Haavisto ist als Vermittler der Europäischen Union in der sudanesischen Hauptstadt eingetroffen, um die Spannungen zwischen Sudan und Äthiopien zu reduzieren.[8]
- Quito/Ecuador: Erster Wahlgang der Präsidentschafts- und Parlamentswahl
- Tampa/Vereinigte Staaten: Super Bowl LV zwischen den Kansas City Chiefs und den Tampa Bay Buccaneers
- Vaduz/Liechtenstein: Landtagswahl

### Montag, 8. Februar 2021
- Cortina d’Ampezzo/Italien: Beginn der Alpinen Skiweltmeisterschaften (bis 21. Februar)
- Mogadischu/Somalia: Nach dem Auslaufen der Wahlperiode des amtierenden Präsidenten Mohamed Abdullahi Mohamed verweigern mehrere oppositionelle Gruppen die weitere Anerkennung von diesem als amtierendes Staatsoberhaupt. Stattdessen findet ein nationaler Rat bestehend aus Mitgliedern der Exekutive, der Oppositionsparteien und der zivilen Gesellschaft ihre Anerkennung. Aus diesem soll übergangsweise ein neuer Staatschef bestimmt werden.[9]
- Tanger/Marokko: Die Überflutung einer illegal betriebenen Textilfabrik in einem Privathaus als Folge von intensiven Regenfällen in der Region führt zu 24 getöteten und 10 verletzten Arbeitern.[10]

### Dienstag, 9. Februar 2021
- Kabul/Afghanistan: Bei zwei Bombenanschlägen in der afghanischen Hauptstadt werden unter anderem Regierungsangestellte sowie der Minister für die wirtschaftliche Entwicklung des ländlichen Raumes getötet. Während besonders westliche Medien die Taliban für diese Attacken in der Verantwortung sehen, weist deren Sprecher Zabihullah Mujahid dies mit dem Statement, dass die Taliban damit nichts zu tun hätten, zurück.[11]
- Suva/Fidschi: Aufgrund von Meinungsverschiedenheiten zur Person des neuen Generalsekretärs des Pacific Islands Forums treten die fünf Mitgliedsländer Palau, Mikronesien, Marshallinseln, Nauru und Kiribati aus ebendiesem aus. Die fünf Nationen aus dem Großraum Mikronesien fühlen sich im Angesicht der größeren Nationen aus Melanesien und Polynesien in diesem Forum unterrepräsentiert.[12]
- Weltraum: Die Raumsonde al-Amal der Vereinigten Arabischen Emirate erreicht planmäßig eine Umlaufbahn um den Mars.

### Mittwoch, 10. Februar 2021
- Berlin/Deutschland: Bei einer Ministerpräsidentenkonferenz einigten sich die Ministerpräsidenten der Länder mit Bundeskanzlerin Angela Merkel darauf, die aktuellen Bestimmungen zur Bekämpfung der Coronaviruspandemie vorerst, bis auf einige Lockerungen, bis zum 7. März zu verlängern. Über das Vorgehen für Schulen und Kitas entscheiden die Länder.
- Jakarta/Indonesien: Die indonesische Transportsicherheitsbehörde veröffentlicht auf einer Pressekonferenz einen Zwischenbericht zum Absturz einer Boeing 737-500 auf dem Sriwijaya-Air-Flug 182 am 9. Januar 2021. Aus dem Bericht geht hervor, dass die Maschine aller Erkenntnis nach aufgrund von blockierten Schubhebeln abgestürzt war.
- Kabul/Afghanistan: Bei vier Bombenanschlägen in der afghanischen Hauptstadt wird unter anderem ein Distriktchef der Polizei getötet.[13]
- Pokljuka/Slowenien: Beginn der Biathlon-Weltmeisterschaft (bis 21. Februar)
- Weltraum: Die chinesische Raumsonde Tianwen-1 erreicht planmäßig eine Umlaufbahn um den Mars.

### Donnerstag, 11. Februar 2021
- Neu-Delhi/Indien: Nach dem Abschluss eines Abkommens zum beiderseitigen koordinierten Truppenabzug im Grenzkonflikt um den Salzsee Pangong Tso in der Region Ladakh beginnen China und Indien mit dem Rückzug von Soldaten aus der Region.[14]
- Peking/China: Die chinesische Medienaufsicht hat dem britischen Sender BBC World News die Sendelizenz entzogen.
- Toulon/Frankreich: Schwester André Randon ist mit 117 Jahren die älteste Ordensschwester der Welt und zugleich älteste Europäerin. Sie wurde am 11. Februar 1904 im südfranzösischen Alès geboren.[15]
- Washington D.C./Vereinigte Staaten: Das US-Finanzministerium verhängt Sanktionen gegen Akteure des Militärputsches in Myanmar.[16]
- Windhoek/Namibia: Einer Pressemeldung von Finanzminister Iipumbu Shiimi zufolge wird nach der Einstellung des Flugbetriebs die Air Namibia liquidiert. Die namibische Regierung sehe sich angesichts anderer Themen wie Wirtschaftswachstum und Sozialleistungen nicht mehr länger in der Lage, die staatliche Fluglinie weiter zu subventionieren. Allerdings wird die Regierung ein Jahresgehalt aller 600 Beschäftigten tragen.[17]

### Freitag, 12. Februar 2021
- Berlin/Deutschland: 1000. Sitzung des Bundesrates. Zum zweiten Mal in der Geschichte spricht mit Frank-Walter Steinmeier der amtierende Bundespräsident vor der Länderkammer.[18]
- London/Großbritannien: Der Oberste Gerichtshof Großbritanniens spricht Bewohnern des Niger-Deltas in Nigeria das Recht zu, den niederländisch-britischen Ölkonzern Royal Dutch Shell vor britischen Gerichten wegen Umweltverschmutzung zu verklagen. Hintergrund ist der jahrelange Rechtsstreit zweier nigerianischer Kommunen mit dem Konzern wegen Umweltschäden durch ausgelaufenes Öl. Der Konzern vertritt die Ansicht, in Europa nicht haftbar für nigerianische Tochterunternehmen zu sein, für die Umweltverschmutzungen durch großflächige Öl-Lecks seien Saboteure verantwortlich.[19]
- Minsk/Belarus: Präsident Aljaksandr Lukaschenka kündigt ein Verfassungsreferendum an, welches zeitgleich mit Kommunalwahlen spätestens zum 18. Januar 2022 abgehalten werden soll.[20]
- New York City/Vereinigte Staaten: Nach einem langwierigen Entscheidungsprozess wählen Vertreter von 123 Vertragsstaaten den Briten Karim Khan zum neuen Chefankläger des Internationalen Strafgerichtshofes. Khan folgt auf die Gambierin Fatou Bensouda, deren Amtszeit nach neun Jahren endet.[21]

### Samstag, 13. Februar 2021

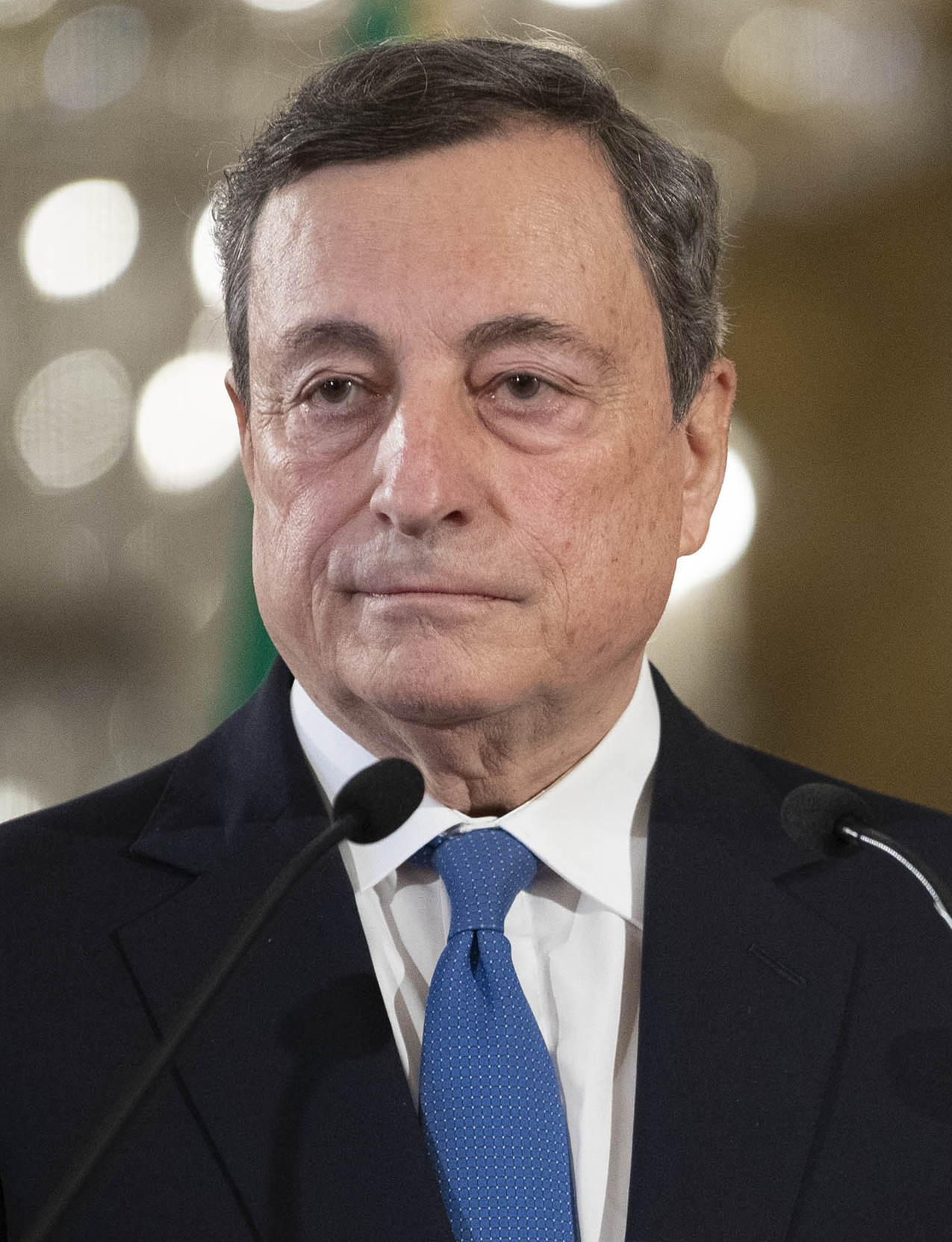
Mario Draghi (2021)

- Rom/Italien: Der ehemalige Chef der Europäischen Zentralbank (EZB), Mario Draghi, wird im Quirinalspalast als neuer Ministerpräsident Italiens vereidigt.[22]
- Sohag/Ägypten: Bei Ausgrabungen in der Begräbnisstätte Abydos bei Sohag entdecken Archäologen eine über 5.000 Jahre alte Bierbrauerei, die vermutlich zur Zeit des Pharao Narmer gegen Ende der 0. Dynastie entstand und die gleichzeitige Produktion von 22.400 Litern Bier zuließ.[23]
- Tokio/Japan: Bei einem schweren Erdbeben der Stärke 7,3 (23:08 Uhr Ortszeit) werden in den japanischen Präfekturen Fukushima und Miyagi sowie im Raum Kanto nach ersten Medienberichten mindestens 120 Menschen verletzt. 100.000 Haushalte sind ohne Strom und Wasser. Die Gefahr eines Tsunami bestand nicht.[24]
- Washington, D.C./Vereinigte Staaten: Der ehemalige US-Präsident Donald Trump wird nach fünf Verhandlungstagen in seinem zweiten Amtsenthebungsverfahren (Impeachment) durch den Senat freigesprochen. 57 zu 43 der Abgeordneten halten Trump für schuldig, zum Sturm auf das Kapitol in Washington D.C. am 6. Januar 2021 aufgerufen zu haben. Für eine Verurteilung wäre eine Zweidrittelmehrheit nötig gewesen.[25]

### Sonntag, 14. Februar 2021
- Barcelona/Spanien: Wahl zum Regionalparlament Katalonien
- Bunia/Demokratische Republik Kongo: Bei einem Angriff auf die Stadt Ndalya in der Provinz Ituri durch die Guerillaorganisation Allied Democratic Forces werden elf Zivilisten getötet.[26]
- Pristina/Kosovo: Parlamentswahl

### Montag, 15. Februar 2021

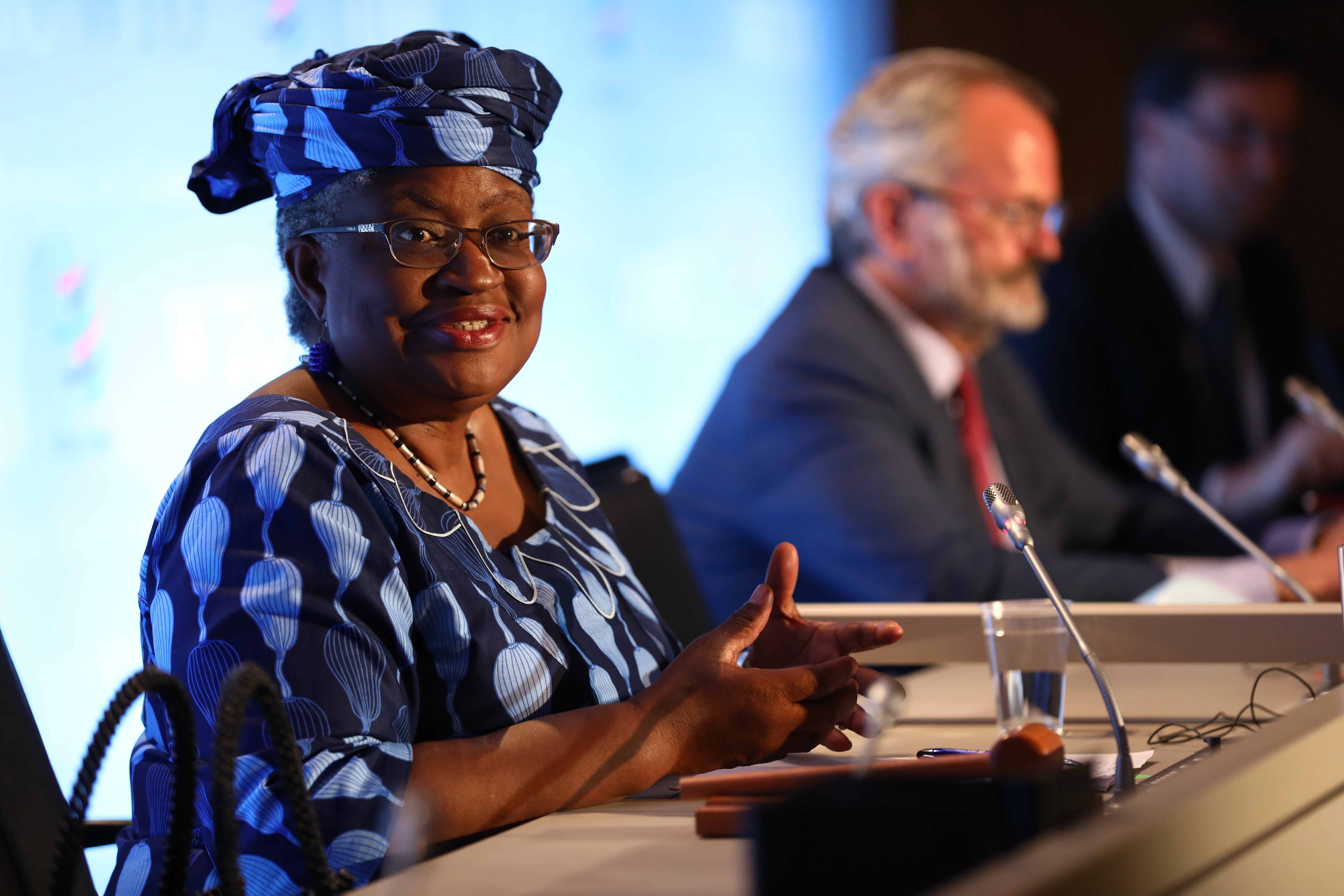
Ngozi Okonjo-Iweala auf einer Pressekonferenz zum Auswahlverfahren der WTO-Generaldirektorin (2020)

- Erbil/Irak: Bei einem Raketenangriff auf eine US-geführte Militärbasis am Internationalen Flughafen Erbil in der Hauptstadt der Autonomen Region Kurdistan wird ein zivil Beschäftigter getötet, mehrere Personen werden verwundet.[27]
- Genf/Schweiz: Die Nigerianerin Ngozi Okonjo-Iweala wird zur neuen Generaldirektorin der Welthandelsorganisation (WTO) gewählt.[28]

### Dienstag, 16. Februar 2021
- Wellington/Neuseeland: Premierministerin Jacinda Ardern verkündet, dass Neuseeland nach 20 Jahren Einsatz seine Truppen aus Afghanistan im Mai zurückziehen wird. Zuletzt sind sechs Soldaten in der internationalen Mission im Einsatz.[29]
- Wien/Österreich: Im Zuge der Casino-Affäre scheitert ein Misstrauensantrag der Opposition gegen den österreichischen Finanzminister Gernot Blümel.[30]

### Mittwoch, 17. Februar 2021
- Minna/Nigeria: Bewaffnete entführen 27 Schüler aus einem Internat in Kagara im Bundesstaat Niger. Ein Schüler wird bei der Attacke getötet.[31]

### Donnerstag, 18. Februar 2021
- Algier/Algerien: Zum zweiten Jahrestag der Hirak-Proteste ordnet die algerische Regierung eine Amnestie für Dutzende Häftlinge an. Zudem kündigt Präsident Abdelmadjid Tebboune eine Kabinettsumbildung, die Auflösung des Parlaments und vorgezogene Neuwahlen an.[32]
- Canberra/Australien: Nach der Eskalation eines Streits zwischen dem Internet-Konzern Facebook und der Regierung Australiens verbannt Facebook alle Nachrichtenmeldungen aus dem sozialen Netzwerk für australische Nutzer und alle australischen Nachrichtenmeldungen für alle Nutzer weltweit. Hintergrund ist die geplante Einführung eines umstrittenen Mediengesetzes, wonach Internetkonzerne örtliche Medienhäuser für die Verbreitung von deren Inhalten bezahlen sollen.[33]
- Tiflis/Georgien: Im Zuge einer innenpolitischen Krise erklärt Ministerpräsident Giorgi Gacharia seinen Rücktritt, um eine tiefere Spaltung des Landes zu verhindern. Hintergrund ist ein Gerichtsentscheid, wonach der Oppositionspolitiker Nika Melia in Untersuchungshaft genommen werden soll. Proteste seiner Anhänger möchten dies verhindern. Seit der letzten von Manipulationsvorwürfen umstrittenen Parlamentswahl vergangenen Oktober boykottiert die Opposition die Arbeit des neuen Parlaments.[34]
- Mars: Im Rahmen der NASA-Mission Mars 2020 ist der Rover Perseverance mit der Helikopterdrohne Ingenuity erfolgreich im Krater Jezero gelandet.

### Freitag, 19. Februar 2021
- Hanau/Deutschland: Im Rahmen einer Gedenkveranstaltung wird in Anwesenheit von Bundespräsident Steinmeier und Ministerpräsident Bouffier an die Opfer des terroristischen Anschlages in Hanau am 19. Februar 2020 gedacht.
- Washington, D.C./Vereinigte Staaten: Der von Präsident Joe Biden 30 Tage zuvor erklärte Wiederbeitritt der Vereinigten Staaten zum Übereinkommen von Paris über Klimaschutz erlangt Rechtskraft.[35]

### Samstag, 20. Februar 2021
- Barcelona/Spanien: Nach der Verhaftung des Rappers Pablo Hasél, der eine neunmonatige Haftstrafe wegen Gewaltverherrlichung in seinen Songs abzusitzen hat, kommt es zu Protesten von Tausenden von Jugendlichen. Besonders schwere Ausschreitungen ereignen sich in Barcelona. Gewaltbereite Gruppen liefern sich Straßenschlachten mit der Polizei. Wertvolle Fenster in der Fassade des Palau de la Música Catalana werden dabei zerstört.[36]

### Sonntag, 21. Februar 2021
- Abuja/Nigeria: Beim Absturz eines Militärflugzeugs kurz nach dessen Start in Abuja kommen alle sieben Insassen ums Leben.[37]
- Aschdod/Israel: Ministerpräsident Benjamin Netanyahu besichtigt gemeinsam mit dem Umweltminister die Folgen der Ölpest an Israels Stränden.[38]
- Köln/Deutschland: Bundespräsident Frank-Walter Steinmeier eröffnet mit einer Rede bei einem Festakt in der Synagoge Köln das Festjahr 1700 Jahre jüdisches Leben in Deutschland.[39]
- Tillabéri/Niger: Bei der Explosion einer Landmine in Dargol bei Tillabéri werden am Tag der Abstimmung zur zweiten Runde der Präsidentschaftswahlen sieben Mitglieder der Wahlkommission getötet. In der Hauptstadt Niamey bleibt es am Abstimmungstag ruhig. Zur Wahl stehen der Vorsitzende der Regierungspartei Nigrische Partei für Demokratie und Sozialismus Mohamed Bazoum und der frühere Amtsinhaber Mahamane Ousmane.[40]
- Wien/Österreich: Im Konflikt um die Inspektionen iranischer Atomanlagen haben die Internationale Atomenergie-Organisation und der Iran eine Einigung erzielt.[41]

### Montag, 22. Februar 2021
- Kapstadt/Südafrika: Bei einem Raubüberfall wird der ruandische Oppositionsführer Seif Bamporiki in seinem Exil in Kapstadt getötet.[42]
- Ottawa/Kanada: Das kanadische Parlament nimmt einen Antrag an, mit dem Menschenrechtsverletzungen an der Ethnie der Uiguren in der chinesischen Region Xinjiang als Genozid bezeichnet werden. Allerdings dürften nach Einschätzung von Völkerrechtlern aus juristischer Sicht betrachtet die Belege fehlen, die eine Absicht nachweisen, eine Gruppe ganz oder teilweise zu zerstören. Der kanadische Premierminister bleibt der Abstimmung fern, das Regierungskabinett enthält sich der Stimme. Gegenstimmen zu diesem Antrag gibt es keine. Außerdem fordert das kanadische Parlament die Verlegung der Olympischen Winterspiele des nächsten Jahres, die in der chinesischen Hauptstadt stattfinden sollen.[43]
- Paris/Frankreich: Das französische House-Duo Daft Punk gibt nach 28 Jahren seine Auflösung bekannt.[44]
- Suva/Fidschi: Fidschis Premierminister Frank Bainimarama ruft die mikronesischen Staaten auf, ihre Austrittspläne aus dem Pacific Islands Forum zu überdenken, besonders im Hinblick auf eine pazifische Strategie in Bezug auf die Herausforderungen des Klimawandels. Zum nächsten Treffen des Pacific Island Forums wird US-Präsident Joe Biden eingeladen.[45]

### Dienstag, 23. Februar 2021
- Bonn/Deutschland: Mit Beate Gilles wird erstmals eine Frau zur Generalsekretärin der katholischen Deutschen Bischofskonferenz gewählt.[46]
- Melilla/Spanien: In der autonomen Stadt Melilla in Nordafrika wird die letzte Statue des Diktators Franco entfernt.[47]
- Oberstdorf/Deutschland: Beginn der Nordischen Skiweltmeisterschaft (bis 7. März)
- Quito/Ecuador: Bei Massakern rivalisierender Banden in ecuadorianischen Gefängnissen werden mindestens 78 Häftlinge teils bestialisch ermordet und das Ganze als Video dokumentiert. Wachleute oder von außen eindringende Sicherheitskräfte, die den Gewaltausbrüchen ein Ende hätten bereiten können, sind auf den Videoaufnahmen nicht zu sehen.[48]

### Mittwoch, 24. Februar 2021
- Caracas/Venezuela: Als Reaktion auf eine Verschärfung der Sanktionen der Europäischen Union gegen Venezuela fordert das venezolanische Parlament Machthaber Nicolás Maduro auf, die EU-Botschafterin in Venezuela Isabel Brilhante Pedrosa auszuweisen.[49]
- Port Elizabeth/Südafrika: Im Zuge einer Afrikanisierungskampagne zur Tilgung von Namen kolonialen Ursprungs werden Stadt und Flughafen Port Elizabeth umbenannt. Die Stadt soll künftig Gqeberha heißen nach dem Fluss in der Bantusprache Xhosa, der durch die Stadt fließt, der Flughafen nennt sich künftig Chief Dawid Stuurman International Airport nach Dawid Stuurman, einem Führer der Khoikhoi.[50]
- Washington, D.C./Vereinigte Staaten: Wissenschaftler geben den Fund eines Fossils in der usbekischen Region Dzharakuduk bekannt, das als Dzharatitanis ähnlich dem Dinosaurier Diplodocus als erster dieser Art vor 90 Millionen Jahren in Zentralasien gelebt hat.[51]

### Donnerstag, 25. Februar 2021
- Bambari/Zentralafrikanische Republik: Bei Konflikten zwischen bewaffneten Gruppen und Sicherheitskräften werden an einer religiösen Stätte 14 Personen getötet.[52]
- Den Haag/Niederlande: Das niederländische Parlament wirft China einen Völkermord an der Minderheit der Uiguren vor. Die niederländische Regierung möchte sich dem nicht anschließen, bestätigt jedoch Menschenrechtsverletzungen im größeren Stil in Xinjiang. China widerspricht der niederländischen Bewertung der Lage.[53]
- Jerewan/Armenien: Drei Monate nach dem verlustreichen Konflikt um Bergkarabach verlagert sich der Machtkampf zwischen Regierung und Opposition auf die Straße. Das Militär fordert die Absetzung von Premierminister Nikol Paschinjan.[54]
- Kaduna/Nigeria: Bei Angriffen auf zwei Dörfer im Norden Nigerias werden 36 Bewohner getötet und deren Häuser niedergebrannt.[55]
- Ma'rib/Jemen: Jemenitischen Berichten zufolge greifen Huthi-Rebellen Wohngebiete der Stadt mit ballistischen Raketen an, um die Stadt unter ihre Kontrolle zu bringen.[56]
- Neu-Delhi/Indien: Indien und Pakistan verständigen sich darauf, im Konflikt um die Region Kaschmir beiderseitige Schusswechsel an der Grenze künftig zu unterlassen.[57]
- Berlin/Deutschland: Die politische Immunität des CSU-Bundestagsabgeordneten Georg Nüßlein wird wegen einer Korruptionsaffäre von einem Bundestagsausschuss aufgehoben, es folgen polizeiliche Hausdurchsuchungen.[58]

### Freitag, 26. Februar 2021
- Abu Kamal/Syrien: Als Reaktion auf den Raketenangriff auf den Flughafen Erbil im Irak vor einigen Tagen führen die Vereinigten Staaten Luftschläge gegen von Iran unterstützte Milizen in Ostsyrien nahe der irakischen Grenze aus. Dies stellt den ersten Militärangriff der Regierung Biden dar.[59]
- Gusau/Nigeria: Bewaffnete Angreifer stürmen eine Schule im Bundesstaat Zamfara im Norden Nigerias und verschleppen über 300 Schülerinnen. Zeitgleich wird ein Militärstützpunkt in der Nähe überfallen.[60]
- Washington, D.C./Vereinigte Staaten: Ein Bericht des US-amerikanischen Geheimdienstes weist die Verantwortung für die Ermordung des saudischen Journalisten Jamal Khashoggi dem Kronprinzen Mohammed bin Salman zu.[61]

### Samstag, 27. Februar 2021
- Berlin/Deutschland: Der digitale Bundesparteitag der Linken wählt Susanne Hennig-Wellsow und Janine Wissler als neue Parteivorsitzende. Das Ergebnis muss noch per Briefwahl bestätigt werden.[62]

### Sonntag, 28. Februar 2021
- Klagenfurt/Österreich: Gemeinderats- und Bürgermeisterwahlen in allen 132 Gemeinden von Kärnten
- N’Djamena/Tschad: Bei einer Razzia im Haus des tschadischen Oppositionsführers Yaya Dillo Djérou durch tschadische Sicherheitskräfte werden mehrere Personen getötet, darunter die Mutter und der Sohn von Dillo Djérou. Dieser sollte verhaftet werden.[63]
- San Salvador/El Salvador: Parlaments- und Kommunalwahlen
- Yangon/Myanmar: Bei Protesten gegen das Militär werden mehrere Menschen getötet.